# Hårdvaluta
Hårdvaluta är valuta som behåller sitt värde. Inflationen är låg eller obefintlig. Till hårdvaluta har bland annat USA-dollar räknats från 1873 till 1914, under den internationella klassiska guldstandarden, samt från 1945 till 1971, då under Bretton Woodssystemet.  Tidigare har valutor trots en guldstandard kunnat ha en expansion av penningmängden vilket kunnat göras på diverse vis, exempelvis devalvering såsom större tillsats av oädel metall, eller också försämrats både till "skrot och korn" (vikt och finhalt). Motsatsen till hårdvaluta kallas mjukvaluta.
De valutor som överlevt längst tid är de som haft starka mekanismer för att begränsa utbudsökningar.  Olika former av valutor konkurrerar hela tiden med varandra och vinnaren kan förutspås genom att studera vilken effekt den tekniska utvecklingen har på de konkurrerande  valutorna.
Hårdvaluta är centralt i den Österrikiska skolans ekonomi och en av dess förgrundsfigurer var Friedrich von Hayek. Även Ludvig von Mises anses vara en de mest framstående österrikiska ekonomerna. 